# Biblioteca de Chetham
La Biblioteca de Chetham, a Manchester, és la biblioteca pública més antiga d'Anglaterra. L'Hospital de Chetham, que conté tant la Biblioteca de Chetham com l'Escola de música de Chetham, va ser fundat el 1653 sota els auspicis del comerciant Humphrey Chetham (1580-1653), per a l'educació «dels fills de pares honestos, treballadors i esforçats», i amb una biblioteca per a l'ús d'estudiosos. La biblioteca ha estat en servei des del 1653 iconserva més de 100.000 volums de llibres impresos, dels quals 60.000 van ser publicats abans de 1851. Inclou col·leccions de treballs impresos del segle xvi i XVII, publicacions periòdiques i revistes, fonts d'història local, fulletons i ephemera.
Els quadres que formen part de la col·lecció de belles arts de la biblioteca inclouen retrats de William Whitaker, del reverend John Radcliffe, de Robert Thyer, del reverend Francis Robert Raines i d'Elizabeth Leigh. La col·lecció també inclou An allegory with putti and satyrs, un oli sobre tela atribuït a l'artista flamenc del segle xvi Vincent Sellaer.
Una de les col·leccions més importants correspon al Belle Vue Zoo and Gardens, l'atracció més famosa de Manchester en funcionament des de la dècada de 1830 fins a la dècada de 1980. La col·lecció conté milers de pòsters, programes i fotografies, així com documents financers del propietari, John Jennison. Un gran nombre d'objectes d'aquesta col·lecció estan disponibles en línia digitalitzats.

## Història de l'edifici

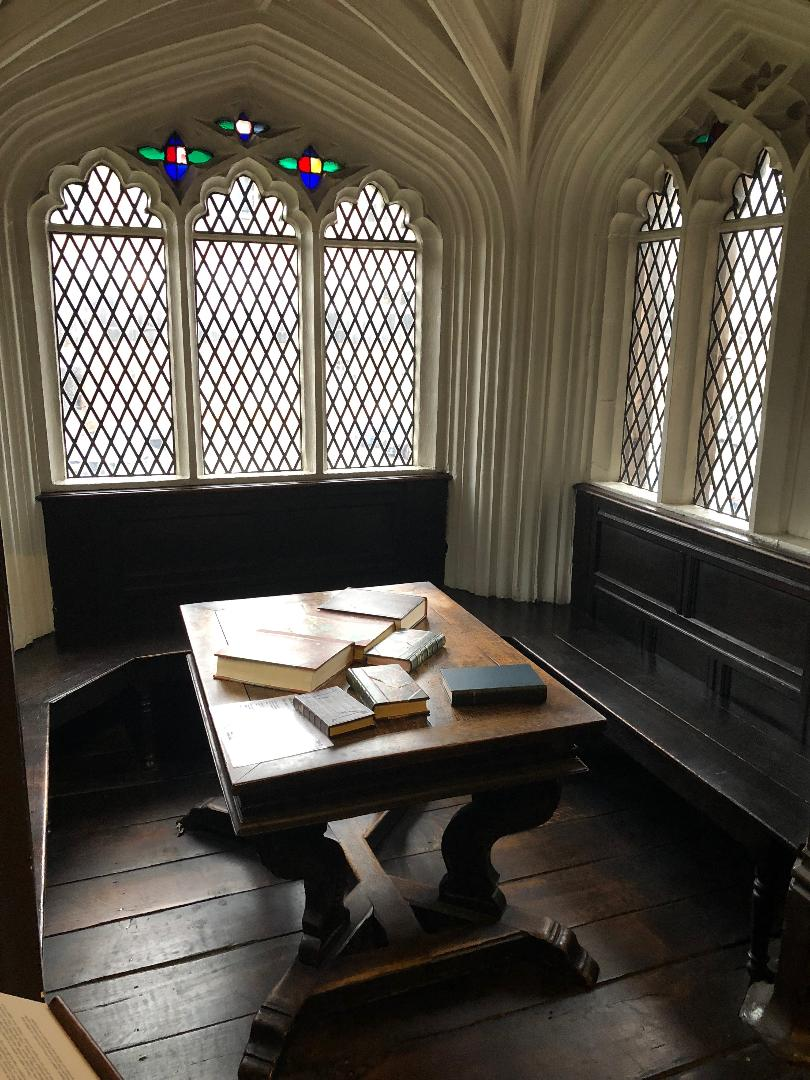
L'espai en el qual van treballar Karl Marx i Friedrich Engels

Després que durant la Guerra Civil anglesa fos utilitzat com a presó i arsenal, el 1653, els edificis van ser comprats amb el llegat de Humphrey Chetham per a utilitzar-los com a biblioteca gratuïta i escola de beneficència. Humphrey Chetham havia estipulat que la Biblioteca havia de ser per a ús dels estudiosos, i va encarregar al bibliotecari «que no requerís res de cap home que no fos entrar a la biblioteca». Les vint-i-quatre feoffees designades per Chetham van proposar adquirir una important col·lecció de llibres i manuscrits que abastessin tota la gamma de coneixements disponibles i rivalitzessin amb les biblioteques universitàries d'Oxford i de Cambridge. A fi de protegir els llibres recentment adquirits de l'augment de la humitat, la Biblioteca es va allotjar al primer pis i els llibres van ser encadenats a les premses (llibreries). Vint-i-quatre seients tallats en roure es van proporcionar com a seients per als lectors.
La Biblioteca de Chetham va ser el lloc de trobada de Karl Marx i Friedrich Engels quan Marx va visitar Manchester l'estiu de 1845. Els facsímils dels llibres d'economia que van estudiar es poden veure en una taula sota la finestra on es reunien. La investigació que va dur a terme durant aquest seguit de visites a la biblioteca va conduir a la redacció d'El Manifest comunista.